# IC 692
IC 692 ist eine irreguläre Zwerggalaxie vom Hubble-Typ Irr im Sternbild Löwe auf der Ekliptik. Sie ist schätzungsweise 48 Millionen Lichtjahre von der Milchstraße entfernt.
Das Objekt wurde am 31. März 1892 von dem österreichischen Astronomen Rudolf Spitaler entdeckt.